# Los Lagos (region)
Región de Los Lagos (spanska: sjöarna) är en region i Chile, som har nummer tio. Regionen består av fyra provinser (Provincia de Valdivia bröts ut 2007 som Región de Los Ríos) med Puerto Montt som huvudstad.

## Provinser
- Provincia de Osorno
- Provincia de Llanquihue
- Provincia de Chiloé
- Provincia de Palena

## Största städer
- Puerto Montt
- Castro
- Osorno